# Diego Carlos
Diego Carlos Santos Silva (n. 15 martie 1993, São Paulo) este un fotbalist brazilian care evoluează la clubul turc Fenerbahçe SK, pe postul de fundaș.

## Carieră

### Desportivo Brasil și împrumuturi
Diego și-a început cariera în seniori cu Desportivo Brasil în sezonul 2012-13.
La 1 ianuarie 2013, Diego a fost trimis împrumutat la São Paulo.
Diego a petrecut ultima parte a sezonului 2013-14 împrumutat la Paulista.
Diego a petrecut, de asemenea, aproximativ o lună în împrumut la Madureira.

### Estoril și împrumutul la Porto
Pe 2 iulie 2014, Diego a fost vândut către Estoril.
În septembrie 2014, Diego a fost împrumutat la FC Porto, apărând doar pentru echipa rezervelor.

### Nantes
În iunie 2016, s-a anunțat că Diego Carlos se va alătura lui FC Nantes cu un contract de cinci ani. Suma de transfer plătită către Estoril a fost estimată la 2 milioane de euro.
La 14 ianuarie 2018, în timpul unui meci de Ligue 1 între Nantes și Paris Saint-Germain, arbitrul Tony Chapron a apărut să-l lovească pe Diego în urma unei coliziuni, înainte de al expedia pentru o a doua infracțiune. Chapron, care a fost suspendat de Federația Franceză de Fotbal, și-a recunoscut greșeala și a cerut retragerea celui de-al doilea cartonaș galben al lui Diego Carlos. Drept urmare, liga franceză de fotbal a retras al doilea cartonaș galben.

### Sevilla
La 31 mai 2019, clubul spaniol Sevilla FC a anunțat că a ajuns la un acord cu Nantes pentru transferul lui Diego Carlos.
Diego Carlos a făcut parte din succesul clubului în UEFA Europa League 2019-2020. În așteptarea finalei, a acordat penalizări atât în meciurile din sferturile de finală, cât și în cele din semifinale ale celor de la Sevilla, împotriva lui Wolves și, respectiv, Manchester United, apoi a acordat o penalizare la începutul finalei în fața lui Inter Milano, la 21 august 2020.